# Université Chūkyō

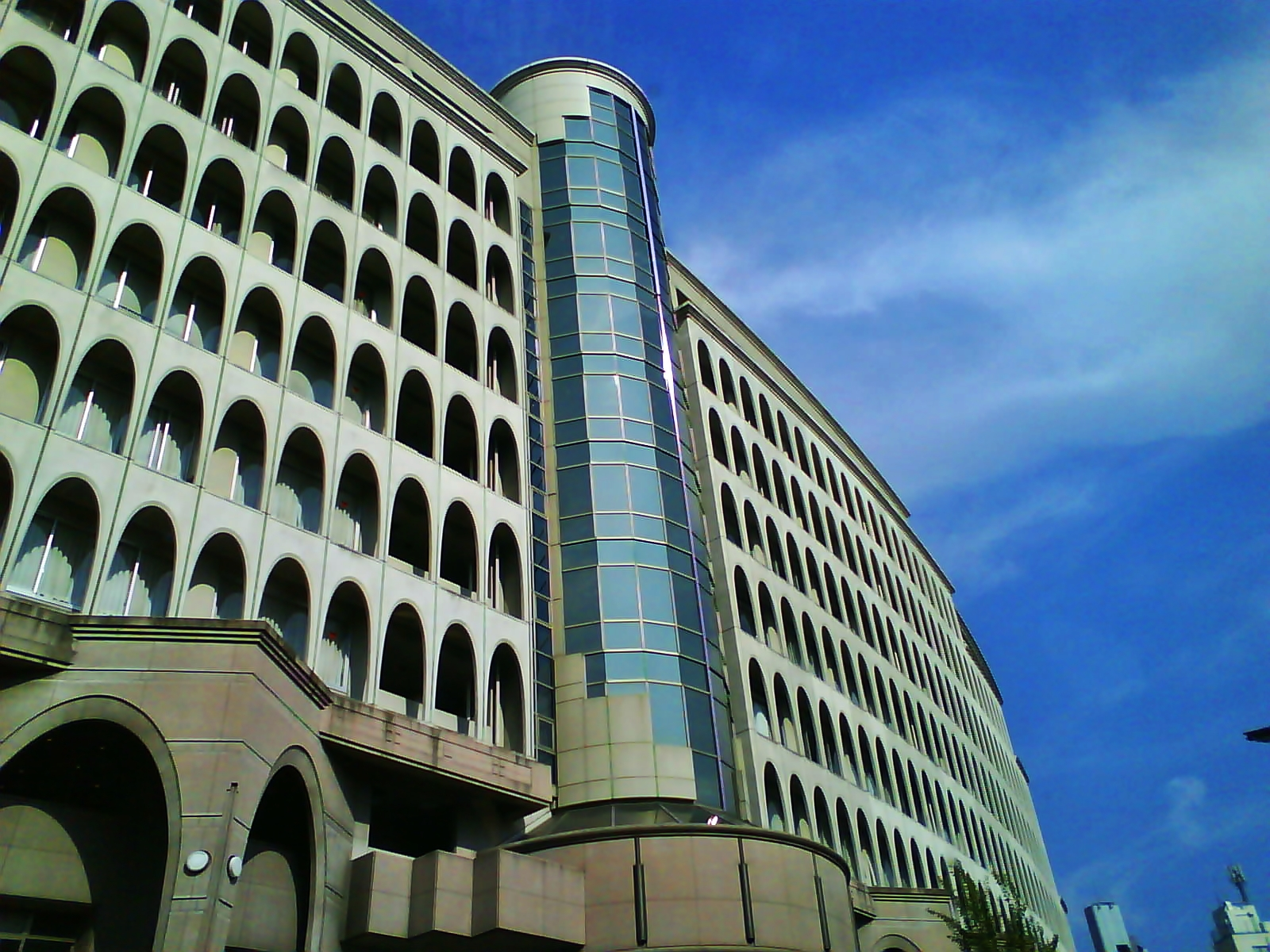
Bâtiment principal du campus de Nagoya de l'Université Chukyo

L' université Chūkyō (中京大学, Chūkyō Daigaku) est une université privée (fondée en 1954) située dans la préfecture d'Aichi au Japon, avec des campus dans les villes de Nagoya et Toyota. 

## Professeur notable
- Carl Stone

## Étudiants connus
- Naoki Ishikawa (1942-2008), karatéka
- Mao Asada, patineur olympique
- Jun Maeda, scénariste, compositeur
- Koji Murofushi, lanceur de marteau olympique
- Ryo Miyaichi, joueur de football d'Arsenal
- Takahiko Kozuka, patineur olympique
- Shoma Uno, patineur artistique